# Ouffières
Ouffières é uma comuna francesa na região administrativa da Normandia, no departamento Calvados. Estende-se por uma área de 4,24 km². Em 2010 a comuna tinha 192 habitantes (densidade: 45,3 hab./km²).